# Goldener Spatz 2003
Das 13. Kinder-Film & Fernsehfestival „Goldener Spatz“ fand vom 2. bis 11. April 2003 statt. Neben dem traditionellen Festivalstandort Gera war erstmals auch Erfurt Veranstaltungsort, was in Gera zu Protesten unter dem Slogan „Mein Nest ist Gera“ führte.

## Preisträger

### Preise der Kinderjury
- Information/Dokumentation: Felix und die wilden Tiere (Regie: Andreas M. Reinhard, Buch: Michael Bickl)
- Minis: Backe backe Kuchen (Regie: Kyne Uhlig, Buch: Nikolaus Hillebrand)
- Unterhaltung: KI.KA XL (Buch und Regie: Tommy Krappweis, Erik Haffner, Norman Cöster)
- Kurzspielfilm: Die Pfefferkörner (Regie: Klaus Wirbitzky, Buch: Jörg Reiter)
- Animation: Castillo
- Kino-/Fernsehfilm: Das fliegende Klassenzimmer (Regie: Tomy Wigand, Buch: Henriette Piper, Franziska Buch, Uschi Reich)
- Darsteller: Ulrich Noethen
- Moderator: Pamela Großer und Dennis Wilms

### Preise der Fachjury
- Beste Regie: Ben Verbong
- Bestes Vorschulprogramm Eins, zwei, drei, Tier (Regie: Karen Thilo, Buch: Nadia Budde, Hardy Hoffmann, Karen Thilo)
- Preis des MDR-Rundfunkrates: Mark Werner und David Safier
- Spezialpreis: Sophie Charlotte Conrad
- Nachwuchspreis der OTZ: Johannes Schmid

### Preise der Webjury
- Beste Einzel-Web-Site: die-maus.de
- Beste Portal-Web-Site: kindernetz.de